# Landelles-et-Coupigny
Pour les articles homonymes, voir Coupigny.
Landelles-et-Coupigny est une commune française, située dans le département du Calvados en région Normandie, peuplée de 827 habitants.

## Géographie

### Localisation
La commune est située au nord-ouest du Bocage virois. L'atlas de paysages de la Basse-Normandie la place à l'ouest de l'unité du Bassin de Vire caractérisée par « un ancien bocage fortement dégradé par les mutations agricoles » et un « habitat dispersé […] de schiste aux toits d'ardoise ». Son bourg est à 6,5 km au nord-est de Saint-Sever-Calvados, à 7 km au sud de Pont-Farcy, à 11 km au nord-ouest de Vire et à 64 km au sud-ouest de Caen.
| Saint-Vigor-des-Monts (Manche)                   | Sainte-Marie-Outre-l'Eau                                                          | Pont-Bellanger, Souleuvre en Bocage (comm. dél. de Saint-Martin-Don) |
| Saint-Vigor-des-Monts (Manche), Morigny (Manche) | Landelles-et-Coupigny                                                             | Beaumesnil, Le Mesnil-Robert                                         |
| Noues de Sienne (comm. dél. de Sept-Frères)      | Noues de Sienne (comm. dél. du Mesnil-Caussois) (sur quelques dizaines de mètres) | Noues de Sienne (comm. dél. du Mesnil-Benoist)                       |

### Géologie et relief
Le point culminant (202 m) se situe sur les monts de Mérol, en limite de commune, au nord-est, près du lieu-dit Livet. Le point le plus bas (57 m) correspond à la sortie de la Drôme du territoire, au nord. La commune reste bocagère, même si le remembrement réalisé vers 1970 a abouti à une nette débocagisation.

### Hydrographie
La commune est située dans le bassin de la Vire, au sein du bassin Seine-Normandie. Elle est drainée par la Drôme, la Cunes, le cours d'eau 01 du Petit Sourdeval, le ruisseau de la Plaine, le cours d'eau 01 de la Revenière, le fossé 01 de la Hairie de Haut, le cours d'eau 01 de la Baconnière, le fossé 01 de la Boullaie, le cours d'eau 07 des Loges, le ruisseau de la Fontaine au Chien, la Cunes, le fossé 01 de la Lesière, le ruisseau des Landes, le fossé 02 d'Annebecq, le fossé 01 du Gué de l'Epine et un autre petit cours d'eau,.
La Drôme, d'une longueur de 17 km, prend sa source dans la commune de Beslon et se jette dans la Vire à Tessy-Bocage, après avoir traversé huit communes. Elle délimite le territoire communal sur son flanc nord-ouest.

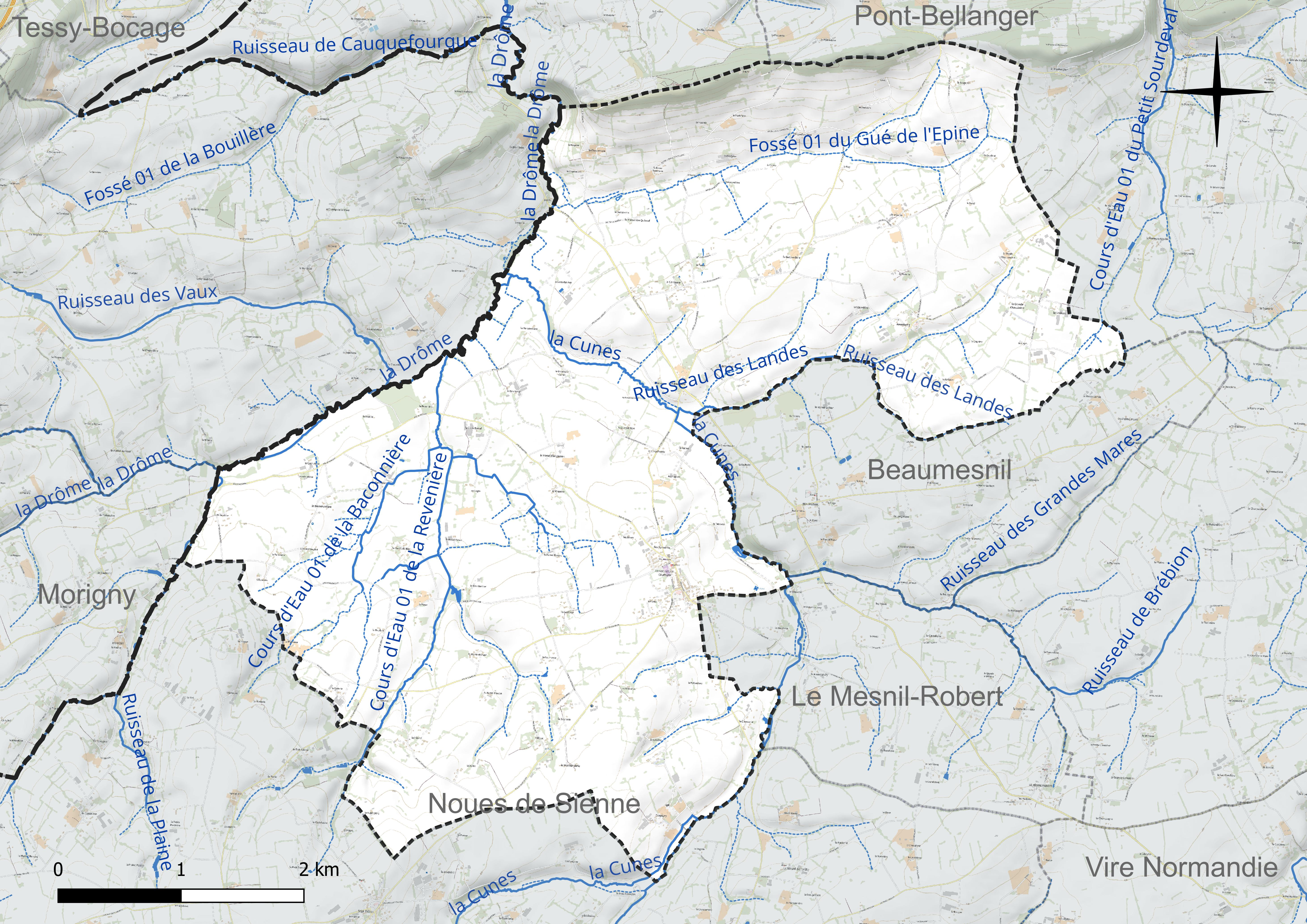
Réseau hydrographique de Landelles-et-Coupigny.

La Cunes, d'une longueur de 12 km, prend sa source dans la commune de Noues de Sienne et se jette dans la Drôme sur la commune, après avoir traversé quatre communes. 

### Climat
Pour des articles plus généraux, voir Climat de la Normandie et Climat du Calvados.
En 2010, le climat de la commune est de type climat océanique franc, selon une étude du CNRS s'appuyant sur une série de données couvrant la période 1971-2000. En 2020, Météo-France publie une typologie des climats de la France métropolitaine dans laquelle la commune est exposée à un climat océanique et est dans la région climatique  Normandie (Cotentin, Orne), caractérisée par une pluviométrie relativement élevée (850 mm/a) et un été frais (15,5 °C) et venté. Parallèlement le GIEC normand, un groupe régional d'experts sur le climat, différencie quant à lui, dans une étude de 2020, trois grands types de climats pour la région Normandie, nuancés à une échelle plus fine par les facteurs géographiques locaux. La commune est, selon ce zonage, exposée à un « climat contrasté des collines », correspondant au Bocage normand, bien arrosé, voire très arrosé sur les reliefs les plus exposés au flux d'ouest, et frais en raison de l'altitude.
Pour la période 1971-2000, la température annuelle moyenne est de 10,7 °C, avec une amplitude thermique annuelle de 12,3 °C. Le cumul annuel moyen de précipitations est de 955 mm, avec 13,6 jours de précipitations en janvier et 8,5 jours en juillet. Pour la période 1991-2020, la température moyenne annuelle observée sur la station météorologique la plus proche, située sur la commune de Noues de Sienne à 6 km à vol d'oiseau, est de 10,7 °C et le cumul annuel moyen de précipitations est de 1 270,5 mm,. Pour l'avenir, les paramètres climatiques de la commune estimés pour 2050 selon différents scénarios d'émission de gaz à effet de serre sont consultables sur un site dédié publié par Météo-France en novembre 2022.

## Urbanisme

### Typologie
Au 1er janvier 2024, Landelles-et-Coupigny est catégorisée commune rurale à habitat dispersé, selon la nouvelle grille communale de densité à 7 niveaux définie par l'Insee en 2022. Elle est située hors unité urbaine. Par ailleurs la commune fait partie de l'aire d'attraction de Vire Normandie, dont elle est une commune de la couronne,. Cette aire, qui regroupe 20 communes, est catégorisée dans les aires de moins de 50 000 habitants,.

### Occupation des sols
L'occupation des sols de la commune, telle qu'elle ressort de la base de données européenne d'occupation biophysique des sols Corine Land Cover (CLC), est marquée par l'importance des territoires agricoles (97,6 % en 2018), une proportion sensiblement équivalente à celle de 1990 (97,7 %). La répartition détaillée en 2018 est la suivante : prairies (40,8 %), terres arables (38,7 %), zones agricoles hétérogènes (18 %), zones urbanisées (1,4 %), forêts (1 %). L'évolution de l'occupation des sols de la commune et de ses infrastructures peut être observée sur les différentes représentations cartographiques du territoire : la carte de Cassini (XVIIIe siècle), la carte d'état-major (1820-1866) et les cartes ou photos aériennes de l'IGN pour la période actuelle (1950 à aujourd'hui).

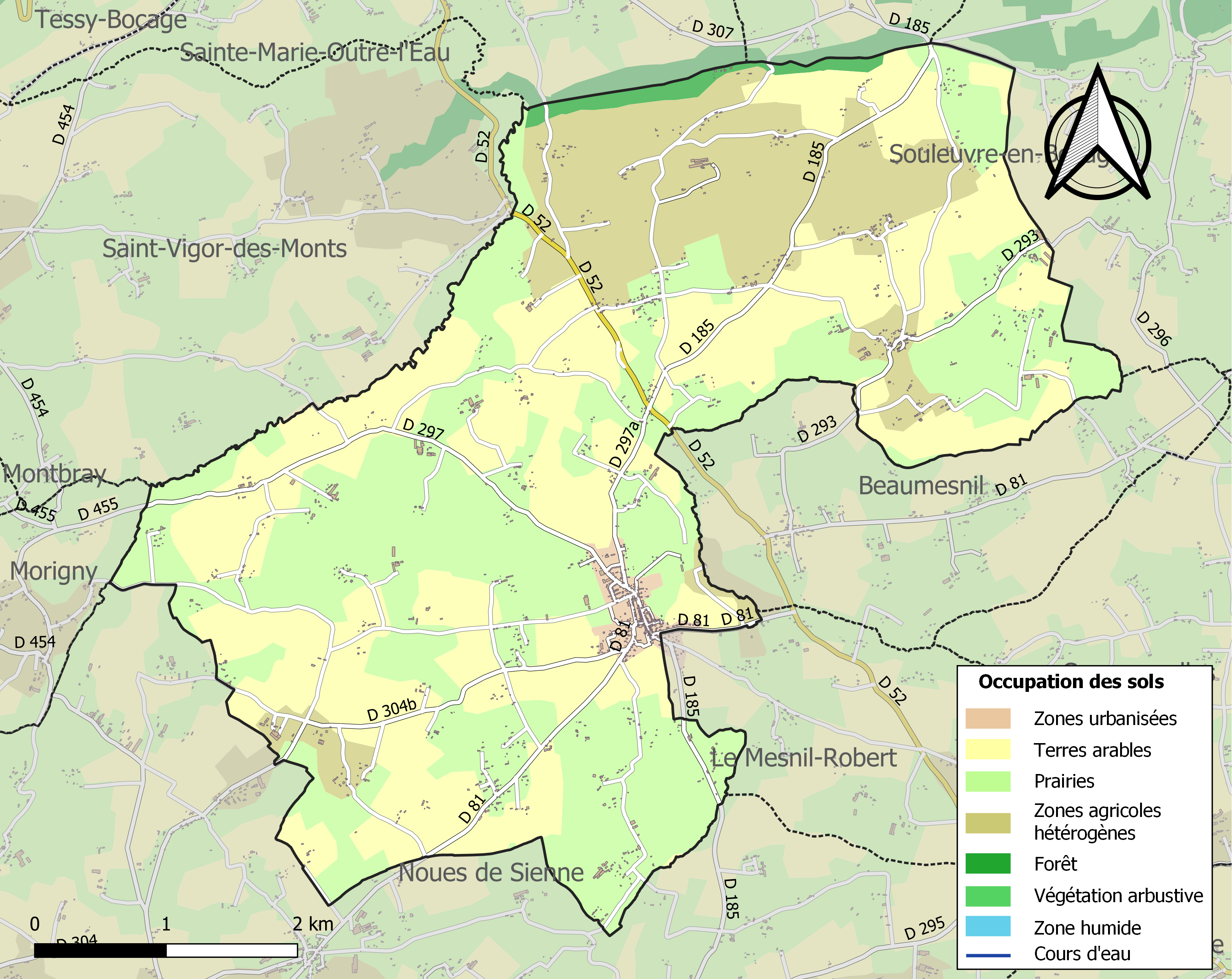
Carte des infrastructures et de l'occupation des sols de la commune en 2018 (CLC).

### Lieux-dits, hameaux et écarts
Les lieux-dits de Landelles-et-Coupigny sont, du nord-ouest à l'ouest, dans le sens horaire : la Revenière, la Croix Botrel, la Boscherie, le Moulin de Cunes, l'Orangère, la Hersonnière, la Gosselinière, la Jourdanière, la Cornière, le Fossé, la Hametière Querul, le Val Martin, la Bergerie, la Charpenterie, la Basse Postellerie, la Vermondière, la Herlyère, la Nouette, la Marlinière, l'Acre (au nord), Livet, les Buissons, la Haute Postellerie, le Voy, l'Enguehardière, la Croûte, la Guilberdière, Beauhamel, la Rigaudière, la Quérantillière, le Hamel Blangarnon, la Paquerie, le Loup Pendu, la Rotière, les Hogues, la Tabourie, les Domaines, la Guibraye (à l'est), le Bourg, les Riaux, le Hamel Renard, la Gosserie, la Ferme, les Mélinières, la Paillardière, la Causserie, la Lesière, Coupigny, la Bioneriela Marchanderie, la Besnerie, la Fournerie, le Hamel Foulon, Tillaux, la Vallée (au sud), la Huberdière, la Glouyère, la Plaine, la Rénière, la Forterie, la Petitière, la Boullaie, la Forge, la Hairie de Haut, le Bois Nantier, le Hamel Besne, la Hairie de Bas, la Besnardière, le Hamel Bouillet, Villeneuve, la Foresterie, la Huberdière (à l'ouest), la Vaboutière, la Quérullière, la Feuillie, la Baconnière et les Loges.
Les lieux-dits d'Annebecq sont : la Masure, Corbrion, la Bergerie (au nord), le Vaudinet, le Fossé, la Petite Chauvinière, les Vallées (à l'est), la Haye, la Bellière (au sud), le Bourg, la Besnardière (à l'ouest), et la Mairerie,.

### Voies de communication et transports
Le territoire est traversé par la route départementale no 52 reliant Vire au sud-est à Pont-Farcy et Tessy-sur-Vire au nord. Du bourg, on y accède par la D 297a au nord et par une voie communale du Mesnil-Robert au sud-est. Au sud-ouest, la D 81 permet de rejoindre Sept-Frères, et à l'ouest la D 297 permet l'accès à Morigny. La D 185 relie Mesnil-Benoist au sud et Saint-Martin-Don et Pont-Bellanger. Accessible indirectement par cette départementale, le bourg d'Annebecq est traversé par la D 293 qui mène à Beaumesnil au sud et vers Saint-Martin-Don à l'est. L'accès à l'A84 est à Pont-Farcy (sortie 39) à 8 km au nord.

## Toponymie
Landelles est attesté sous les formes Landellœ en 1278 (Livre Noir de Coutances), Lendelles en 1398 (arch. nat. aveux, P. 271, n° 37).
Le toponyme dérive du gaulois landa, « lande », et du suffixe latin de présence -ella. L'endroit devait donc se caractériser par la présence de landes.
Le gentilé est « Landellais ».
Coupigny, ancienne commune, est attesté sous les formes Coupigneium en 1228, Cupigneium en 1247 (cartulaire de Mondaye), Coupignie en 1278, Copigneium en 1373 (livre blanc de Coutances), Goupigny en 1848 (état-major).

Le toponyme semble s'être formé à partir d'un anthroponyme roman, peut-être Cuppinius, et du suffixe latin de propriété -acus
Annebecq, ancienne commune, est attesté sous les formes Asnebec en 1198, Aldebek et Adnebec en 1204 (magni rotuli, p. 107, 2), Asnebech en 1279 (charte de Saint-André-en-Gouffern, n° 56), Ennebec en 1484 (archives nationales P. 272, n° 175), Anebet en 1684 (aveux de la vicomté de Vire). 

Le toponyme serait issu de l'anthroponyme germanique Anna et du norrois bekkr, « ruisseau ».

## Histoire

### Moyen Âge
La baronnie de Landelles et l'abbaye de Saint-Sever seraient issues du démembrement de la baronnie de Saint-Sever par les comtes de Cestre.
La baronnie de Landelles outre la paroisse de Landelles avait ses extensions dans celles de Beaumesnil, Coupigny, Mesnil-Caussois, Sept-Frères, Morigny, Courson, Mombray, Saint-Sever, Tallevende et Saint-Martin-de-Tallevende.

### Époque contemporaine
Dans les années 1780 ou 1790, la paroisse de Landelles et celle de Coupigny s'unifient.
Lors de la bataille de Normandie, le bourg de Landelles est libéré le 4 août 1944 par le 116e régiment de la 29e division d'infanterie américaine.
Le 1er janvier 1973, la commune d'Annebecq (195 habitants en 1968) est associée à celle de Landelles-et-Coupigny (813 habitants),. La fusion devient totale le 1er juillet 2015.

## Politique et administration

### Tendances politiques et résultats
Candidats ou listes ayant obtenu plus 5 % des suffrages exprimés lors des dernières élections politiquement significatives :
- Régionales 2015[45] :
  - 1er tour (50,08 % de votants) : Union de la droite (Hervé Morin) 42,24 %, FN (Nicolas Bay) 28,38 %, Union de la gauche (Nicolas Mayer-Rossignol) 14,52 %.
  - 2e tour (61.50 % de votants) : Union de la droite (Hervé Morin) 47,92 %, FN (Nicolas Bay) 28,39 %, Union de la gauche (Nicolas Mayer-Rossignol) 23,70 %.
- Européennes 2014[46] (43,07 % de votants) : FN (Marine Le Pen) 32,01 %, UMP (Jérôme Lavrilleux) 27,34 %, UDI - MoDem (Dominique Riquet) 10,07 %, DLR (Jean-Philippe Tanguy) 8,99 %, PS-PRG (Gilles Pargneaux) 8,27 %.
- Législatives 2012[47] :
  - 1er tour (63,02 % de votants) : Jean-Yves Cousin (UMP, maire de la ville) 53,20 %, Alain Tourret (PRG) 29,06 %, Marie-Françoise Lebœuf (FN) 8,87 %.
  - 2e tour (63,62 % de votants) : Jean-Yves Cousin (UMP) 62,99 %, Alain Tourret (PRG) 37,01 %.
- Présidentielle 2012[48] :
  - 1er tour (81,94 % de votants) : Nicolas Sarkozy (UMP) 38,09 %, François Hollande (PS) 19,70 %, Marine Le Pen (FN) 18,39 %, François Bayrou (MoDem) 11,63 %, Jean-Luc Mélenchon (FG) 7,13 %.
  - 2e tour (83,58 % de votants) : Nicolas Sarkozy (UMP) 65,14 %, François Hollande (PS) 34,86 %.

### Administration municipale
| Période                                  | Période       | Identité              | Étiquette | Qualité                                                |
| ---------------------------------------- | ------------- | --------------------- | --------- | ------------------------------------------------------ |
| ?                                        | 1809          | Pierre Perrard        |           |                                                        |
| ?                                        | 1838          | Pierre Lehericey      |           |                                                        |
| ?                                        |               | Édouard Arthur Beslon |           | Notaire                                                |
| ?                                        |               | Henri Delorme         |           | Notaire                                                |
| ?                                        |               | Alfred Enguehard      |           |                                                        |
| ?                                        |               | Bernard Leroy         |           |                                                        |
| 1981                                     | 1988          | Henri Lamperière      |           | Chef d'entreprise                                      |
| mars 1989                                | mars 2008     | Rémy Anfray           | UDF       | Chef d'entreprise et conseiller général de 2001 à 2008 |
| mars 2008                                | décembre 2012 | Sophie Piquenot       | SE        | Agricultrice                                           |
| février 2013                             | mai 2020      | Blaise Micard         | SE        | Chef de service au conseil général de la Manche        |
| mai 2020                                 | En cours      | Denis Jouault         | SE        | Dessinateur en bureau d'études                         |
| Les données manquantes sont à compléter. |               |                       |           |                                                        |

Le conseil municipal est composé de quinze membres, dont le maire et trois adjoints.

## Population et société

### Démographie
L'évolution du nombre d'habitants est connue à travers les recensements de la population effectués dans la commune depuis 1793. Pour les communes de moins de 10 000 habitants, une enquête de recensement portant sur toute la population est réalisée tous les cinq ans, les populations de référence des années intermédiaires étant quant à elles estimées par interpolation ou extrapolation. Pour la commune, le premier recensement exhaustif entrant dans le cadre du nouveau dispositif a été réalisé en 2008.
En 2022, la commune comptait 827 habitants, en évolution de −5,7 % par rapport à 2016 (Calvados : +1,58 %, France hors Mayotte : +2,11 %).
Landelles-et-Coupigny a compté jusqu'à 1 711 habitants en 1851, Annebecq en comptant 380 à ce même recensement (elle comptait 464 habitants au premier recensement républicain, en 1793, population jamais atteinte depuis).
| 1793  | 1800  | 1806  | 1821  | 1831  | 1836  | 1841  | 1846  | 1851  |
| ----- | ----- | ----- | ----- | ----- | ----- | ----- | ----- | ----- |
| 1 424 | 1 261 | 1 551 | 1 622 | 1 641 | 1 502 | 1 646 | 1 643 | 1 711 |

| 1856  | 1861  | 1866  | 1872  | 1876  | 1881  | 1886  | 1891  | 1896  |
| ----- | ----- | ----- | ----- | ----- | ----- | ----- | ----- | ----- |
| 1 666 | 1 573 | 1 536 | 1 514 | 1 577 | 1 572 | 1 564 | 1 546 | 1 345 |

| 1901  | 1906  | 1911  | 1921  | 1926  | 1931  | 1936  | 1946  | 1954  |
| ----- | ----- | ----- | ----- | ----- | ----- | ----- | ----- | ----- |
| 1 236 | 1 254 | 1 198 | 1 052 | 1 022 | 1 044 | 1 072 | 1 092 | 1 014 |

| 1962 | 1968 | 1975 | 1982 | 1990 | 1999 | 2006 | 2008 | 2013 |
| ---- | ---- | ---- | ---- | ---- | ---- | ---- | ---- | ---- |
| 908  | 813  | 903  | 875  | 802  | 838  | 823  | 819  | 876  |

| 2018 | 2022 | - | - | - | - | - | - | - |
| ---- | ---- | - | - | - | - | - | - | - |
| 846  | 827  | - | - | - | - | - | - | - |

En 2017, le territoire de l'ancienne commune d'Annebecq comptait 123 habitants (inclus dans le nombre d'habitants de Landelles-et-Coupigny : 861).

### Manifestations culturelles et festivités
- Fête patronale et communale chaque week-end de la Pentecôte.
- En 2006, il a été créé un festival du véhicule ancien et de la BD. Grâce à la complicité du dessinateur Moloch, ami du pharmacien Guillaume Bourrel. Ce dernier a sponsorisé le salon de la BD entièrement en 2006 et 2007 et supervisé la partie Voitures anciennes en invitant en 2007 David White, président de Porsche en Angleterre, et Phill Jones, photographe officiel du Royal Automobile Club. Les parcours en voitures anciennes afin de découvrir le patrimoine local étaient la réalisation de Georges Quentin de Coupigny, président de l'Association pour la valorisation du patrimoine en Pays séverin. En 2008, celui que les dessinateurs ont appelé amicalement « frère Guillaume » a passé la main du salon de la BD à Élodie Guillouet, arrêtant aussi sa participation financière.

### Sports
- Le Racing club de Landelles (anciennement Union sportive de Landelles-Pont-Farcy[56]) fait évoluer une équipe de football en division de district[57].

### Enseignement
Landelles-et-Coupigny dispose d'une école élémentaire publique. Pour l'enseignement secondaire, la commune est dans le secteur d'affectation du collège Jean Vilar à Saint-Sever-Calvados.

## Culture locale et patrimoine

### Lieux et monuments
- Église Saint-Pierre des XVIIe et XVIIIe siècles, inscrite au titre des monuments historiques par arrêté du 19 septembre 1928[59]. La clôture du chœur et un tableau (Baptême du Christ) du XVIIIe, ainsi que trois statues, dont un saint Jean-Baptiste et une Vierge à l'Enfant du XVe, sont classés au titre objet aux monuments historiques[60].

L'église sera détruite en 1821 par un incendie et une seconde fois, le 4 août 1944, par les combats de la bataille de Normandie. La foudre atteint le clocher en 1827.
En 1989, Landelles voit son église Saint-Pierre brûler à la suite d'un court-circuit (problème de chauffage), le soir du 17 novembre vers 21 h pendant une répétition de chorale. Quinze pompiers de Landelles ainsi que quelques sapeurs pompiers des alentours ont mis des heures à éteindre le feu qui a ravagé l'église. Elle est reconstruite à l'identique. Estimés à 17 000 000 francs, les travaux ont nécessité des subventions du conseil général et du ministère de la Culture ainsi que des dons totalisant 530 000 francs. L'inauguration de l'église a lieu le 20 juin 1991.
- Chapelle Saint-Ortaire du XIXe siècle.
- Chapelle Notre-Dame-de-Consolation.
- Église Saint-Martin d'Annebecq du XVe siècle[63].
- Moulin à eau pour la farine de blé dont la construction date de 1664.

Pour mémoire
- Ancienne abbaye de Landelles. À l'origine, en ce lieu se dressait un ermitage fondé par saint Ortaire[64] († 580). Ce monastère fut l'un des premiers établissements monastiques du diocèse de Coutances avec les abbayes de Saint-Pair, Portbail, Saint-Sever, Saint-Marcouf et Saint-Fromond[65],[Note 5].

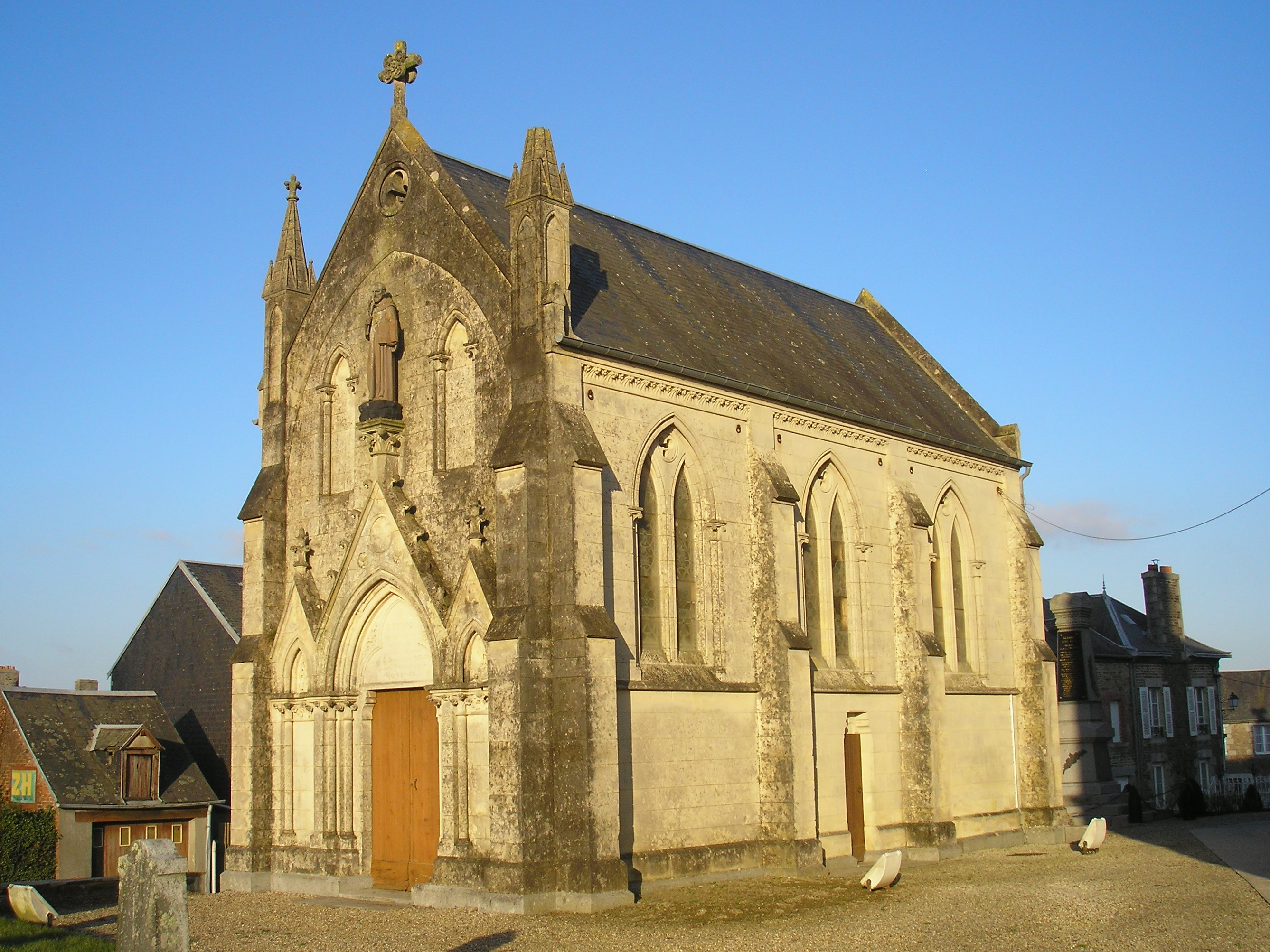
La chapelle Saint-Ortaire.
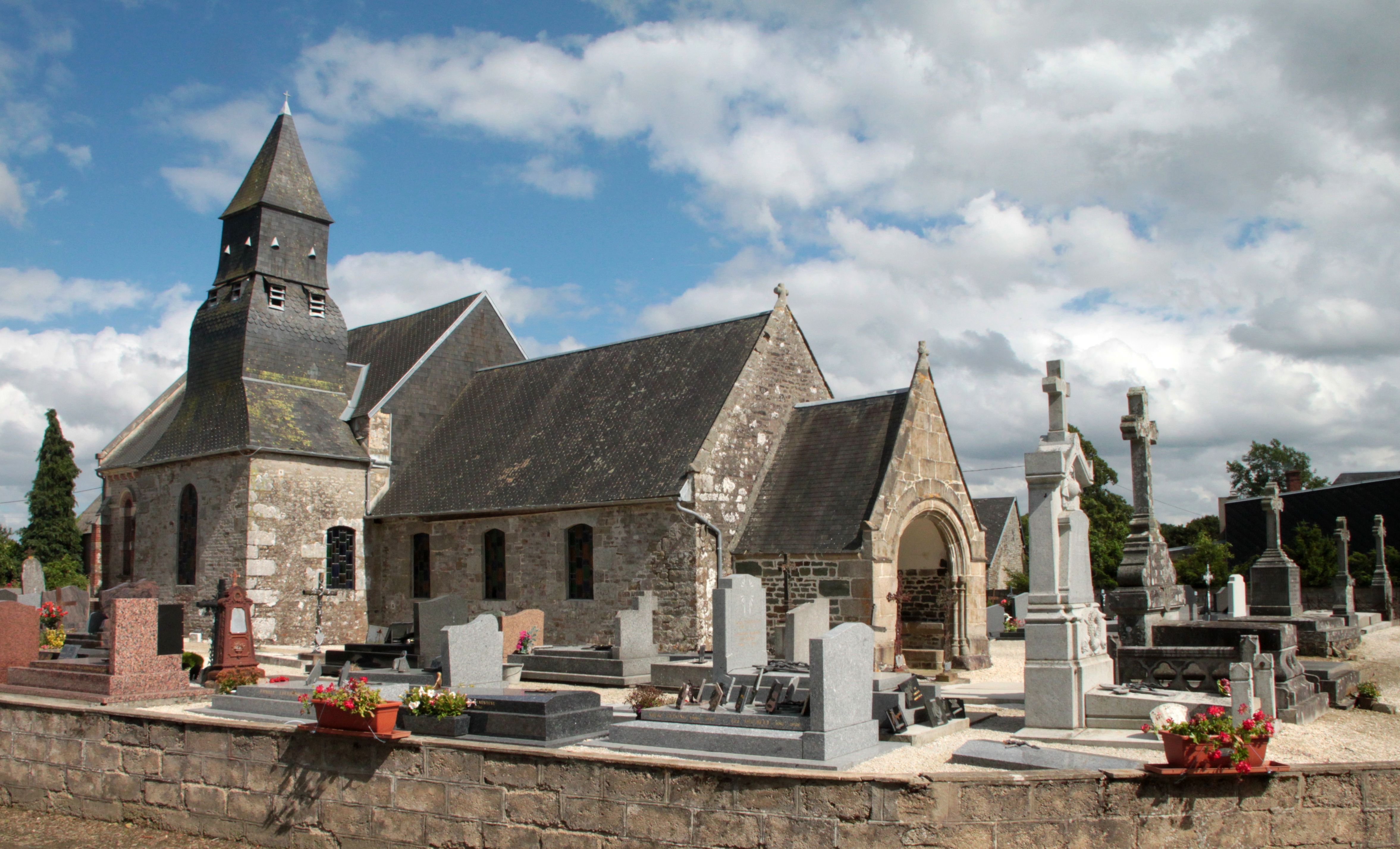
L'église Saint-Martin d'Annebecq.
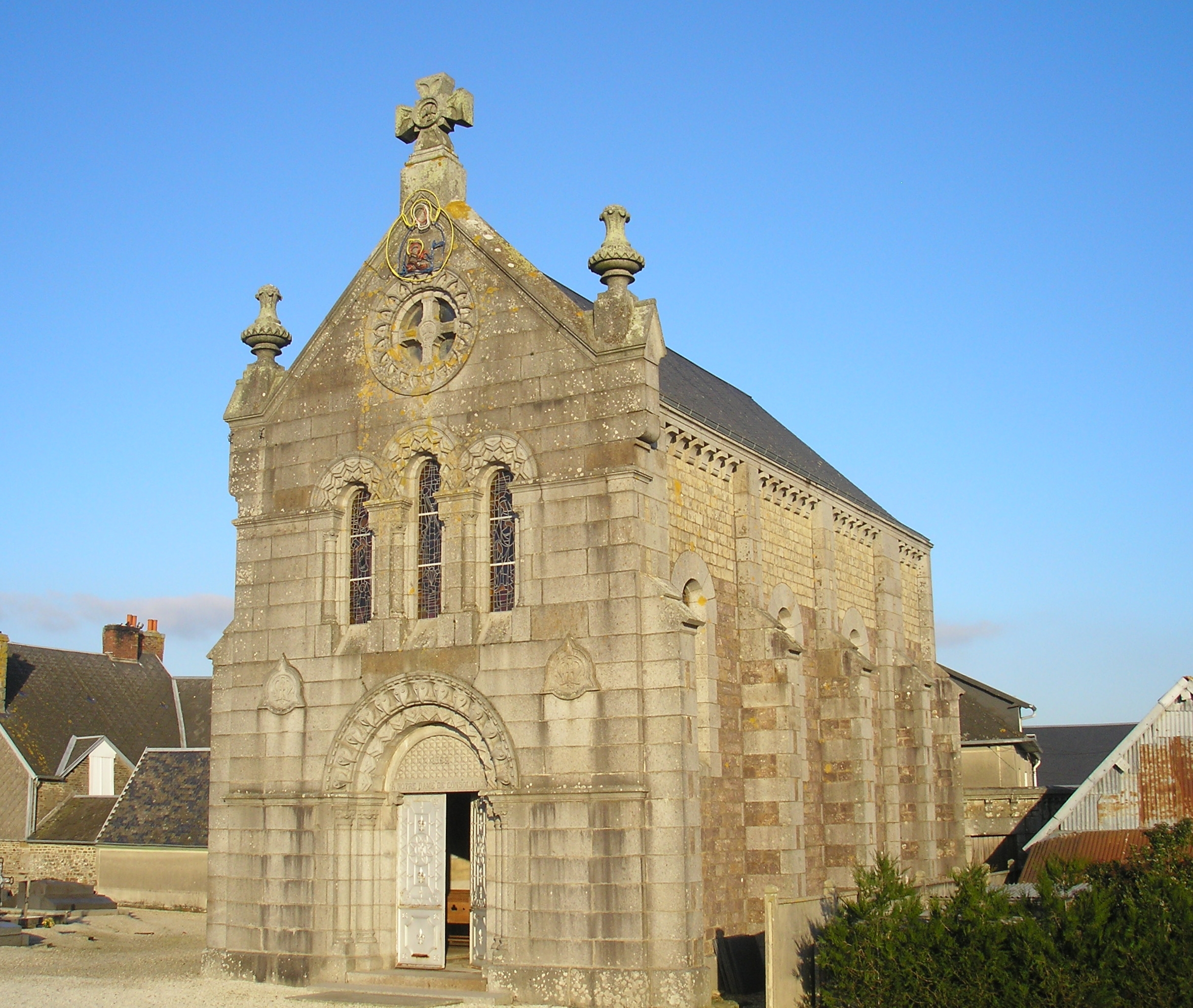
La chapelle Notre-Dame-de-Consolation.

### Personnalités liées à la commune
- Saint Ortaire (v. 482-580), religieux, abbé du monastère de Landelles.